# CA-666
La CA-666 es una carretera autonómica de Cantabria perteneciente a la Red Local y que sirve de acceso a la población de Astrana, en el término municipal de Soba, (Cantabria, España).

## Nomenclatura

Indicador

Su nombre está formado por las iniciales CA, que indica que es una carretera autonómica de Cantabria, y el dígito 666 es el número que recibe según el orden de nomenclaturas de las carreteras de la comunidad autónoma. La centena 6 indica que se encuentra situada en el sector comprendido entre las carreteras nacionales N-634 al norte, N-623 al oeste y N-629 al este, y el límite con la provincia de Burgos al sur.

## Historia
Su denominación anterior era SV-541.
En el año 2008 se licitaron las obras de mejora de la plataforma.

## Trazado
Tiene su origen en la intersección con la CA-256 situada en La Gandara en las proximidades del puente sobre el río del mismo nombre y su final una vez pasado el núcleo de Astrana, localidad situada en el término municipal de Soba, municipio por el que discurre la totalidad de su recorrido de 1,2 kilómetros.
Su inicio se sitúa a una altitud de 562 m s. n. m. y el fin de la vía está situada a 628 m s. n. m. con lo que resulta una pendiente media del 5,5%.
La carretera tiene dos carriles, uno para cada sentido de circulación, y una anchura total de 5,5 metros sin arcenes.

## Actuaciones
Las actuaciones previstas en el IV Plan de Carreteras ya han sido desarrolladas.

## Transportes
No hay líneas de transporte público que recorran la carretera CA-666 si bien en la intersección con la CA-256 se sitúa una parada de autobús de las siguientes líneas:
- Turytrans: Ramales - La Gándara - Ramales.
- Turytrans: Santander - La Gándara.

## Recorrido y puntos de interés
En este apartado se aporta la información sobre cada una de las intersecciones de la CA-666 así como otras informaciones de interés.
| Esquema               | PK  | Sentido Astrana (creciente) | Sentido Astrana (creciente) | Sentido Astrana (creciente)                              | Sentido Astrana (creciente)                              | Sentido CA-256 (decreciente)                             | Sentido CA-256 (decreciente)                             | Sentido CA-256 (decreciente) | Sentido CA-256 (decreciente) | Incidencias |
| Esquema               | PK  | Velocidad                   | Elemento                    | Salida                                                   | Salida                                                   | Salida                                                   | Salida                                                   | Elemento                     | Velocidad                    | Incidencias |
| Esquema               | PK  | Velocidad                   | Elemento                    | Dir.                                                     | Nombre                                                   | Nombre                                                   | Dir.                                                     | Elemento                     | Velocidad                    | Incidencias |
| --------------------- | --- | --------------------------- | --------------------------- | -------------------------------------------------------- | -------------------------------------------------------- | -------------------------------------------------------- | -------------------------------------------------------- | ---------------------------- | ---------------------------- | ----------- |
|                       | 0,0 |                             |                             |                                                          | CA-666 ASTRANA                                           | CA-256 HAZAS VEGUILLA                                    |                                                          |                              |                              |             |
| CA-256 ASÓN ARREDONDO | 0,0 |                             |                             |                                                          | CA-666 ASTRANA                                           |                                                          |                                                          |                              |                              |             |
|                       | 1,0 |                             |                             | Astrana                                                  | Astrana                                                  | Astrana                                                  | Astrana                                                  |                              |                              |             |
| 1,1                   |     |                             | Iglesia de Santa Ana        | Iglesia de Santa Ana                                     | Iglesia de Santa Ana                                     | Iglesia de Santa Ana                                     |                                                          |                              |                              |             |
|                       | 1,2 |                             |                             | Final de la carretera pasado el núcleo urbano de Astrana | Final de la carretera pasado el núcleo urbano de Astrana | Final de la carretera pasado el núcleo urbano de Astrana | Final de la carretera pasado el núcleo urbano de Astrana |                              |                              |             |